# 星になった嘘
「星になった嘘」（ほしになったうそ）は、1985年10月21日に、日本コロムビアからリリースされた山下久美子の12枚目のシングル。

## 作品概要
前作「瞳いっぱいの涙」から、約10ヶ月ぶりとなるシングルで、アルバム『BLONDE』の先行シングル。アルバムには「星になった嘘」のアルバムバージョンが収録されている。
「星になった嘘」のギター演奏は、当時BOØWYのメンバーとして活動していた布袋寅泰である。
B面の「Will Be True, Will Be Blue」は、アルバム『BLONDE』未収録で、1992年にリリースされたベスト・アルバム『Sweet-est』にて初収録且つ初CD化された。

## 収録曲
| 全編曲: 吉田建・国吉良一。 |                                |            |            |      |
| #                          | タイトル                       | 作詞       | 作曲       | 時間 |
| 1.                         | 「星になった嘘」               | 竹花いち子 | 亀井登志夫 | 4:26 |
| 2.                         | 「Will Be True, Will Be Blue」 | 吉田建     | 吉田建     | 3:35 |
| 合計時間:                  | 合計時間:                      | 合計時間:  | 合計時間:  | 8:01 |

## カバー
| 曲名         | アーティスト   | 収録作品                 | 発売日        | 備考                                  |
| ------------ | -------------- | ------------------------ | ------------- | ------------------------------------- |
| 星になった嘘 | バニラビーンズ | シングル「トキノカケラ」 | 2012年1月18日 | 「レナ バージョン」に収録されている。 |